# Stadion van Sekondi-Takoradi
Het Stadion van Sekondi-Takoradi is een multifunctioneel stadion in Sekondi-Takoradi (Ghana). Het stadion wordt vooral gebruikt voor voetbalwedstrijden. De voetbalclub Sekondi Hasaacas FC maakt van dit stadion gebruik voor zijn thuiswedstrijden. In het stadion is plaats voor 20.000 toeschouwers. Het stadion werd geopend in 2008. 

## Afrikaans kampioenschap voetbal 2008
In 2008 werden in dit stadion voetbalwedstrijden voor de Afrika Cup van dat jaar gespeeld. Bijna alle wedstrijden in poule B werden in dit stadion gespeeld. Er werd ook 1 wedstrijd in de knock-outfase gespeeld, een wedstrijd in de kwartfinale tussen Egypte en Angola. 